# Grammy Award de la meilleure prestation vocale R&B par un duo ou un groupe
Le Grammy Award de la meilleure prestation vocale R&B par un duo ou un groupe (Grammy Award for Best R&B Performance by a Duo or Group with Vocals) est une récompense décernée aux Grammy Awards entre 1967 et 2011.

## Histoire
De 1967 à 1969 et en 1971, cette récompense incluait aussi les performances instrumentales. Elle a souvent connu des changements mineurs de dénomination :
- De 1967 à 1968, la récompense s'appelait  meilleure prestation d'un groupe de Rhythm and Blues, vocale ou instrumentale
- En 1969, elle s'appelait meilleure prestation de Rhythm and Blues d'un duo ou d'un groupe, vocale ou instrumentale
- En 1970, elle s'appelait meilleure prestation vocale R&B d'un duo ou d'un groupe
- En 1971, elle s'appelait meilleure prestation R&B d'un duo ou d'un groupe, vocale ou instrumentale
- En 1972, elle s'appelait meilleure prestation vocale R&B d'un groupe
- De 1973 à 1980, elle s'appelait meilleure prestation vocale R&B d'un duo, d'un groupe ou d'un chœur
- De 1981 à 2003, elle s'appelait meilleure prestation vocale R&B d'un duo ou d'un groupe
- Entre 2004 et 2011, elle s'appelle meilleure prestation vocale R&B par un duo ou un groupe

En 2012, cette récompense est fusionnée avec le Grammy Award de la meilleure prestation vocale R&B masculine et le Grammy Award de la meilleure prestation vocale R&B féminine et désormais présentée dans la catégorie meilleure prestation R&B.

## Lauréats
Liste des lauréats,,.

### Années 2010
- 2011
  - Sade pour Soldier of Love
    - Chuck Brown, Jill Scott & Marcus Miller pour Love
    - Chris Brown & Tank pour Take My Time
    - Ronald Isley & Aretha Franklin pour You've Got a Friend
    - John Legend & The Roots pour Shine
- 2010
  - Jamie Foxx et T-Pain pour Blame It
    - India.Arie & Musiq Soulchild pour Chocolate High
    - Musiq Soulchild & Mary J. Blige pour IfULeave
    - Robert Randolph & The Clark Sisters pour Higher Ground
    - Calvin Richardson & Ann Nesby pour Love Has Finally Come at Last

### Années 2000
- Grammy Awards de 2009
  - Al Green et John Legend pour Stay avec Me (By the Sea) 
    - Anthony David et India.Arie pour Words
    - Boyz II Men pour Ribbon in the Sky
    - Jennifer Hudson et Fantasia Barrino pour I'm His Only Woman
    - Raphael Saadiq, Stevie Wonder et CJ Hilton pour Never Give You Up
- Grammy Awards de 2008
  - Chaka Khan et Mary J. Blige pour Disrespectful
    - R. Kelly et  Usher pour Same Girl
    - Rihanna et Ne-Yo pour Hate That I Love You
    - Angie Stone et Betty Wright pour Baby
    - T-Pain et Akon pour Bartender
- Grammy Awards de 2007
  - Sly & the Family Stone avec John Legend, Joss Stone et Van Hunt pour Family Affair
    - George Benson et Al Jarreau pour Breezin
    - Jamie Foxx et Mary J. Blige pour Love Changes
    - Chaka Khan, Carl Thomas, Yolanda Adams et Gerald Levert pour Family Reunion
    - Prince et Támar pour Beautiful, Loved & Blessed
- Grammy Awards de 2006
  - Beyoncé et Stevie Wonder pour So Amazing
    - Destiny's Child pour Cater 2 U
    - Stevie Wonder et Aisha Morris pour How Will I Know
    - Alicia Keys et Jermaine Paul pour If This World Was Mine
    - John Legend et Lauryn Hill pour So High
- Grammy Awards de 2005
  - Usher et Alicia Keys pour  My Boo
    - Destiny's Child pour Lose My Breath
    - Floetry pour Say Yes
    - Alicia Keys et Tony! Toni! Toné! pour Diary
    - Earth, Wind & Fire et Raphael Saadiq pour Show Me the Way
- Grammy Awards de 2004
  - Beyoncé et Luther Vandross pour The Closer I Get to You
    - Floetry pour Say Yes
    - TLC pour Hets Up
    - Roy Hargrove et D'Angelo pour I'll Stay
    - Isley Brothers et JS pour Busted
- Grammy Awards de 2003
  - Stevie Wonder et Take 6 pour Love's in Need of Love Today'
    - TLC pour Girl Talk
    - Angie Stone et Joe pour More Than a Woman
    - Kenny G et Brian McKnight pour All the Way
    - Nivea, Brian Casey et Breton Casey pour Don't Mess avec My Man
- Grammy Awards de 2002
  - Destiny's Child pour Survivor '
    - City High pour What Would You Do
    - 112 pour Peaches & Cream
    - Isley Brothers pour Contagious
    - Faith Evans et Carl Thomas pour Can't Believe
- Grammy Awards de 2001
  - Destiny's Child pour Say My Name '
    - Boyz II Men pour Pass You By
    - Wyclef Jean et Mary J. Blige pour 911
    - Lucy Pearl pour Dance Tonight
    - BeBe Winans, Joe (singer) et Brian McKnight pour Coming Back Home
- Grammy Awards de 2000
  - TLC pour No Scrubs
    - Destiny's Child pour Bills, Bills, Bills
    - Mary J. Blige et Aretha Franklin pour Don't Waste Your Time
    - Eric Benet et Tamia pour Spend My Life avec You
    - Whitney Houston, Faith Evans et Kelly Price pour Heartbreak Hotel

### Années 1990
- Grammy Awards de 1999
  - Brandy et Monica pour The Boy Is Mine
    - Kirk Franklin feat. R.Kelly, Crystal Lewis, Mary J. Blige et Bono pour Lean on Me
    - Lauryn Hill feat. D'Angelo pour Nothing Even Matters
    - K-Ci & JoJo pour All My Life
    - The Temptations pour Stay
- Grammy Awards de 1998
  - BLACKstreet pour No Diggity
    - Az Yet et Peter Cetera pour Hard to Say I'm Sorry
    - Boyz II Men pour A Song pour Mama
    - God's Property et Salt pour Stomp
    - Take 6 pour You Don't Have to be Afraid
- Grammy Awards de 1997
  - The Fugees pour Killing Me Softly with His Song
- Grammy Awards de 1996
  - TLC pour Creep
- Grammy Awards de 1995
  - Boyz II Men pour I'll Make Love to You
- Grammy Awards de 1994
  - Sade pour No Ordinary Love
- Grammy Awards de 1993
  - Boyz II Men pour End of the Road
- Grammy Awards de 1992
  - Boyz II Men pour Cooleyhighharmony
- Grammy Awards de 1991
  - Ray Charles et Chaka Khan pour I'll Be Good to You
- Grammy Awards de 1990
  - Soul II Soul et Caron Wheeler pour Back to Life

### Années 1980
- Grammy Awards de 1989
  - Gladys Knight & the Pips pour Love Overboard
- Grammy Awards de 1988
  - Aretha Franklin et George Michael pour I Knew You Were Waiting (For Me)
- Grammy Awards de 1987
  - Prince et The Revolution pour Kiss
- Grammy Awards de 1986
  - Commodores pour Nightshift
- Grammy Awards de 1985
  - James Ingram et Michael McDonald pour Yah Mo B There
- Grammy Awards de 1984
  - Rufus et Chaka Khan pour Ain't Nobody
- Grammy Awards de 1983
  - The Dazz Bet pour Let It Whip
  - Earth, Wind & Fire pour Wanna Be avec You
- Grammy Awards de 1982
  - Quincy Jones pour The Dude
- Grammy Awards de 1981
  - The Manhattans pour Shining Star
- Grammy Awards de 1980
  - Earth, Wind & Fire pour After the Love Has Gone

### Années 1970
- Grammy Awards de 1979
  - Earth, Wind & Fire pour All 'n All
- Grammy Awards de 1978
  - The Emotions pour Best of My Love
- Grammy Awards de 1977
  - Billy Davis, Jr. et Marilyn McCoo pour You Don't Have to Be a Star (To Be in My Show)
- Grammy Awards de 1976
  - Earth, Wind & Fire pour Shining Star
- Grammy Awards de 1975
  - Rufus pour Tell Me Something Good
- Grammy Awards de 1974
  - Gladys Knight & the Pips pour Midnight Train to Georgia
- Grammy Awards de 1973
  - The Temptations pour Papa Was a Rollin' Stone
- Grammy Awards de 1972
  - Ike et Tina Turner pour Proud Mary
- Grammy Awards de 1971
  - The Delfonics pour Didn't I (Blow Your Mind This Time)
- Grammy Awards de 1970
  - Isley Brothers pour It's Your Thing

### Années 1960
- Grammy Awards de 1969
  - The Temptations pour Cloud Nine
- Grammy Awards de 1968
  - Sam & Dave pour Soul Man
- Grammy Awards de 1967
  - Ramsey Lewis pour Hold It Right There

## Records de la catégorie
- Artistes ayant obtenu le plus souvent cette récompense :
  - 1. Earth, Wind & Fire/ Beyoncé (4 récompenses)
  - 2. Chaka Khan/ Boyz II Men- (3 récompenses)
  - 3. Stevie Wonder/ Rufus/ Destiny's Child/ TLC/ Gladys Knight & the Pips/ John Legend/ Sade- (2 récompenses)

- Artistes les plus proposés : 
  - 1. Earth, Wind & Fire (9 propositions)
  - 2. Gladys Knight & the Pips (8 propositions)
  - 3. Chaka Khan/ Boyz II Men/ Beyoncé/ Aretha Franklin(7 propositions)